# Ann Arbor Argus
«Энн-Арбор Аргус» — радикальная контркультурная газета «новых левых», издававшаяся в городе Энн-Арбор, штат Мичиган, в период с 24 января 1969 до середины 1971 года. Основана и редактировалась журналистом Кеннетом Келли (1949—2008), девятнадцатилетним студентом Мичиганского университета, принимавшим участие в кампусной коммуне «Trans-Love Energies».

## История
История газеты тесно связана с леворадикальной партией Джона Синклера «Белые Пантеры» (Синклер был одним из учредителей Аргус), и молодёжным движением «Студенты за демократическое общество» (SDS). Газета входила в сеть контркультурной прессы Underground Press Syndicate. По сведениям журнала Rolling Stone в 1969 году тираж Аргус составил 14,000 экземпляров.